# 青ゲットの殺人事件
青ゲットの殺人事件（あおゲットのさつじんじけん）とは、1906年（明治39年）に発生した殺人事件である。犯人の特定・逮捕には至らないまま、1921年（大正10年）に公訴時効が成立、未解決事件となった。

## 犯行
午前5時頃、青いケット（毛布）をかぶった35歳くらいの男が問屋を訪ね、番頭の加賀村吉（30歳）に「近所の叔母が病気になったので来てくれ」と言った。この時は大雪であったことなどから、村吉は男を信用し付いて行った。 
その後、男は同様の手口で村吉の自宅から母キク（59歳）を連れ出し、さらにその後、村吉の妻ツオ（25歳）も連れ出した。男は村吉の次女（2歳）も連れ出そうとしたが、妻が連れ出される前に隣家の女性に留守番と子守りを頼んでおり、男の応対をした女性が次女の連行を拒否したため助かった。長女も子守りとして他家に居たため助かっている。

## 遺体発見
青ゲットの男に連れ出された3人は、その後いつまでたっても戻らず、調べると新保村の親戚には誰も病人など出ておらず、使いの者を頼んだ事実もないことが分かった。
三国警察署に置かれた捜査本部は、九頭竜川一帯の大掛かりな捜索を行い、村吉家裏手の竹田川に係留してあった小船の船べりに、血痕が付着しているのを発見した。そして、小船から少し下流の川底にツオの遺体が沈んでいるのが見つかった。さらに翌日にはキクの遺体が九頭竜川の河口付近に沈んでいるのが発見された。しかし、村吉はその後の捜索でもついに発見することはできなかった。

## その後
村吉が発見されなかったことから、村吉主犯説が捜査本部の中でも取り沙汰されたが、新保橋の血痕が1人分にしては多すぎることなどから、やはり村吉も殺害され、遺棄されたと判断した。
状況や証言から、捜査本部が見立てた事件の経過は、まず青ゲットの男は店から村吉を連れ出して、新保橋に差し掛かったところで殺害して川へ落とした。次に自宅を訪れキクを連れ出し、同じく新保橋で殺害して川に落とした。続いてツオを「舟で対岸の新保村へ渡す」とでも言って船べりに誘い出し、殺害して川へ遺棄した。その後、娘も連れ出そうとしたが隣家の女性に拒まれて失敗した、というものであった。
捜査本部は男が一家を次々に連れ出して残忍に殺害していることから、村吉に強い恨みを抱いた者の犯行であると推理した。しかし、村吉は真面目で酒も飲まず、良く働き、若くして番頭に取り立てられるなど大変評判は良かった。結局村吉とトラブルを抱えているような人物は見つけることが出来ないまま、捜査は暗礁に乗り上げた。
そのまま捜査は進展することなく、1921年にはついに時効を迎え、迷宮入りとなってしまった。ところが、事件から20年過ぎた1926年12月12日、京都府警に窃盗の罪で逮捕されていた谷本仁三郎という男が、「自分がこの事件の真犯人である」と告白した。「20年ぶりの真犯人判明」と報道されたが、窃盗の前科が多数ある谷本が犯したにしては、不自然な点が多かった。まず窃盗目的だとして、このような手のかかる事をわざわざする必要が無く、強盗するにしても普通に押し入れば良く、複数回に分け連れ出して殺害する意味が無い。事実、犯人は金品を盗ることが出来ない（または盗むつもりがなかった）ままに終わっている。また、逮捕された谷本が証言した他の事件においても、「でたらめを述べている節が二、三ある」と警察が疑問を呈していることからも、谷本の証言は信憑性が低いものとされる。
しかし、すでに時効を迎え捜査資料も散逸していたことから、結局真相は解明されないままに終わった。